# Stefan Rucker
Stefan Rucker, nacido el 20 de enero de 1980, es un ciclista austriaco ya retirado y actualmente director deportivo.

## Biografía
En 2001, Stefan Rucker participó en los campeonatos del mundo en Lisboa (Portugal). Fue 39.º de la carrera en línea en categoría sub-23.
Debutó como profesional con el equipo de su país Elk Haus-Simplon y puso fin a su carrera deportiva en abril del 2013 tras 11 temporadas como profesional y con 33 años de edad. En el 2014 se convirtió en director deportivo del conjunto Synergy Baku Cycling Project.

## Palmarés
2008
- 1 etapa de la Vuelta a Costa de Marfil de la Paz
- 3.º en el Campeonato de Austria en Ruta